# 必要之恶
必要之恶（英語：necessary evil）是为了实现好的结果而必须发生的恶事。它是“两害相权取其轻”中较轻的一方。

## 历史
根据《牛津英语词源词典》，必要之恶一词源于希腊语，最早用来描述婚姻。在英语中这一词汇最早见于1547年，用于形容一位女性:156。
另一例较早的用法见于托马斯·富勒1642年的著作《神圣之国》，其中形容弄臣为“朝堂上必要之恶”:182。
美国政治家托马斯·潘恩1776年的著作《常识》中形容政府在最好的情况也不过是“必要之恶”:112。

## “恶”的含义
“恶”（evil）可以形容道德（morality）上的邪恶；但它也可以仅描述行为结果：当人的行为造成了损害时，称其为恶的。
“必要之恶”可以表达一种不便或者不快，而非道德上邪恶的事情。以富勒所言为例，指称弄臣为必要之恶，并不意味着弄臣是道德败坏的人抑或有邪恶目的。又如，有人评论文书手续是一种必要之恶：“即便厌恶它也必须谨慎处理，因为任何微小的错误都可能带来损失。”:143显然这也并非在谴责文书手续是邪恶的。

## 对“必要之恶”的评论
有观点从道德角度明确批判“必要之恶”，因为善人不应作恶：“必要之恶这一概念应当被彻底否定。邪恶不会成为必要，容忍邪恶即是助长放任。应当不计代价地彻底拒绝和避免邪恶，而不是无可奈何地参与邪恶之事。把恶事称为必要之恶，即是以恶小而为之。”:225
进而有观点主张，如果一个系统中存在被评判为恶的部分，就应当以能避免作恶的系统替代之。例如关于英国国会中的政党，有这样的评论：
将事物称为必要之恶（例如考试，又例如政党），是放弃自己的道德。“必要之恶”是自相矛盾的。必要之事不会成为邪恶。如果恶事不可避免，道德就已经沦丧了。必要与恶，两者如果不否定其一，我们将陷入一个诡异的循环。所以要么是必要而不邪恶的，要么是邪恶而不必要的。一个系统如果接纳必要之恶这一概念，也就会无视“恶”这一概念。不管在哲学上如何论述必要之恶，这一谬论是党派所使用的借口，如果不称之为必要之恶，很多主张就会变得难以启齿。

如果他们要坚持“必要”，他们应当说：“不要因为一个人无可避免地做了恶事就施以责罚：那就不是做恶而是不幸、是可悲的。同样地，若事有必要，政党的作为也不是在作恶。”然而这样说即是承认他们知道政党作恶。故而他们应当放弃“必要”的判断，而一旦他们承认事非必要，也就失去了正当化自己所作所为的托辞。:205
意大利医师菲利普·马泽伊在1770年给美国政治家托马斯·杰斐逊的信件中说，必要之恶是一种限制，使得更大的恶事不会发生：“如果不作必要之恶，则更大的恶事将无可避免地发生。法律即是一种必要之恶：它使我们无法做一些事，不得不做另一些事，如此一来就剥夺了我们的一部分的自由——而自由是最重要的。然而若没有法律，谁知道将会变成什么样？”:427